# Lentulidae
Los lentúlidos (Lentulidae) son una familia de insectos ortópteros celíferos. Se distribuye por el África subsahariana.

## Géneros
Según Orthoptera Species File (31 de marzo de 2010):
- Lentulinae Dirsh, 1956
  - Altiusambilla Jago, 1981
  - Bacteracris Dirsh, 1956
  - Basutacris Dirsh, 1953
  - Betiscoides Sjöstedt, 1923
  - Chromousambilla Jago, 1981
  - Devylderia Sjöstedt, 1923
  - Eremidium Karsch, 1896
  - Gymnidium Karsch, 1896
  - Helwigacris Rehn, 1944
  - Karruia Rehn, 1945
  - Lentula Stål, 1878
  - Malawia Dirsh, 1968
  - Mecostiboides Dirsh, 1957
  - Mecostibus Karsch, 1896
  - Microusambilla Jago, 1981
  - Nyassacris Ramme, 1929
  - Paralentula Rehn, 1944
  - Qachasia Dirsh, 1956
  - Rhainopomma Jago, 1981
  - Swaziacris Dirsh, 1953
  - Usambilla Sjöstedt, 1909
- Shelforditinae Ritchie, 1982
  - Afrotettix Brown, 1970
  - Atopotettix Brown, 1970
  - Calviniacris Dirsh, 1956
  - Dirshidium Brown, 1970
  - Kalaharicus Brown, 1961
  - Karruacris Dirsh, 1958
  - Leatettix Dirsh, 1956
  - Namatettix Brown, 1970
  - Occidentula Brown, 1967
  - Shelfordites Karny, 1910